# Astragalus dipelta
Astragalus dipelta, vrsta kozlinca, jednogodišnjeg raslinja iz pordice mahunarki čija su domovina Afganistan, Iran, Kazahstan, Kirgistan, Tadžikistan, Turkmenistan i Uzbekistan. Vrsta je nekada bila uključivana u danas nepriznati rod Dipelta.

## Sinonimi
- Tragacantha turkestanica (Regel & Schmalh.) Kuntze
- Dipelta turkestanica Regel & Schmalh.
- Didymopelta turkestanica (Regel & Schmalh.) Regel & Schmalh.